# Kenyapithecus africanus
 Kenyapithecus africanus  ist eine ausgestorbene Art der Primaten aus der Gattung Kenyapithecus, die während des frühen Miozäns in Kenia vorkam. Auf der Insel Rusinga im Victoriasee entdeckte Fossilien, die im Jahr 1967 zu dieser Art gestellt wurden, stammen aus einer Erdschicht, deren Alter mit Hilfe der Kalium-Argon-Methode und anhand von biostratigraphischen Analysen in die Zeit vor rund 15 Millionen Jahren datiert wurde; Funde von anderen Orten sind möglicherweise eine Million Jahre jünger.

## Namensgebung
Kenyapithecus ist ein Neologismus. Die Bezeichnung der Gattung ist abgeleitet vom Fundort in Kenia (engl.: Kenya) sowie vom griechischen Wort πίθηκος (altgriechisch ausgesprochen píthēkos: „Affe“). Das Epitheton africanus verweist auf den Fundort in Afrika. Kenyapithecus africanus bedeutet somit sinngemäß „afrikanischer Affe aus Kenia“.

## Erstbeschreibung
Als Holotypus von Kenyapithecus africanus wurde in der Erstbeschreibung das Oberkiefer-Fragment CMH 6 aus der Rusinga-Fundstelle R. 106 ausgewiesen, das bereits 1948 entdeckt worden war und im Natural History Museum in London aufbewahrt wird. Dieses Fossil war 1950 von Wilfrid Le Gros Clark und Louis Leakey zunächst als Sivapithecus africanus bezeichnet worden. Die Abgrenzung von Kenyapithecus wickeri erfolgte ausschließlich anhand von Merkmalen der Bezahnung, wobei in die Beschreibung dieser Unterschiede auch mehrere weitere Fundstücke (mehrere bezahnte Unterkiefer- und Oberkiefer-Fragmente sowie einzelne Zähne) einbezogen wurden.

## Stammesgeschichtliche Einordnung
Die Zuordnung der Gattung Kenyapithecus zu einer Familie im Stammbaum der Menschenartigen wurde 1961 in der Erstbeschreibung durch Louis Leakey ausdrücklich als incertae sedis („unklar“) bezeichnet, und das gilt noch immer, auch wenn Louis Leakey 1967 schrieb, dass „in den zurückliegenden Jahren die meisten Fachleute übereinstimmend zu der Auffassung gekommen sind, dass Kenyapithecus […] als früher Vertreter der Hominidae angesehen werden sollte.“
Die Zuordnung der Art zur Gattung Kenyapithecus ist inzwischen umstritten. 1999 wurde nach der Entdeckung des Teilskeletts KNM-TH 28860 vorgeschlagen, die bis dahin zu Kenyapithecus africanus gestellten Fossilien und diverse weitere Fundstücke in der neu benannten Gattung Equatorius als Equatorius africanus zusammenzuführen.

## Belege
1. 1 2  L. S. B. Leakey: An Early Miocene Member of Hominidae. In: Nature. Band 213, 1967, S. 155–163, doi:10.1038/213155a0.
2. ↑  W. E. Le Gros Clark, L. S. B. Leakey: The Miocene Hominoidea of East Africa. In: Fossil Mammals of Africa. Nr. 1, British Museum of Natural History, 1950.
3. ↑  L. S. B. Leakey: A new Lower Pliocene fossil primate from Kenya. In: The Annals & Magazine of Natural History. Band 4, Serie 13, 1961, S. 689–696.
4. ↑  Camilo J. Cela-Conde, Francisco José Ayala: Human Evolution. Trails from the Past. Oxford University Press, 2007, S. 64–67.
5. ↑  Steve Ward, Barbara Brown, Andrew Hill, Jay Kelley, Will Downs: Equatorius: A New Hominoid Genus from the Middle Miocene of Kenya. In: Science. Band 285, Nr. 5432, 1999, S. 1382–1386, doi:10.1126/science.285.5432.1382.